# Afer Bodø
L'afer Bodø va ésser un conflicte diplomàtic entre Noruega i Suècia (aleshores una monarquia doble) i el Regne Unit, que va durar des de 1818 a 1821. L'afer va sorgir de les activitats il·legals de comerç d'una empresa anglesa al port noruec de Bodø, on els oficials noruecs el 1818 van decomissar una càrrega gran que pertanyia a l'empresa, i van arrestar un dels seus propietaris, que més tard va fugir.
El Ministeri d'Afers Exteriors d'Estocolm, que s'encarregava dels afers exteriors de Noruega en aquella època, semblava irracionalment favorable a les reclamacions britàniques sobre l'incident de Bodø, enfurismant els noruecs i alimentant així el seu nacionalisme.
El 1821 la compensació es va pagar a l'empresa britànica, ignorant les objeccions noruegues. Tot i tractar-se d'un afer d'importància menor en si mateix, l'incident va provocar una gran malfiança entre els noruecs i el Ministeri suec d'Afers Exteriors.